# 集宁专区
集宁专区，内蒙古自治区已撤消的专区。
1949年置。原属绥远省，在今内蒙古自治区中部。辖集宁、兴和、丰镇、武东、陶林、龙胜等县。专员公署驻集宁县（今集宁區）。1950年9月曾改名绥东专区，同年11月复名集宁专区。1950年，和林专区的凉城县划入。1951年设平地泉镇（县级）。1952年萨县专区撤销，所辖包头、归绥、武川、萨拉齐、固阳、托克托、和林格尔、清水河等县并入本区。1953年包头县并入包头市。1954年撤销，改设平地泉行政区。